# Левобережный (район Москвы)
Левобере́жный — район в Северном административном округе города Москвы.
Данному району соответствует внутригородское муниципальное образование муниципальный округ Левобережный. До реформы 1991 года территория современного Левобережного района входила в состав Ленинградского района Москвы.

## Территория и границы

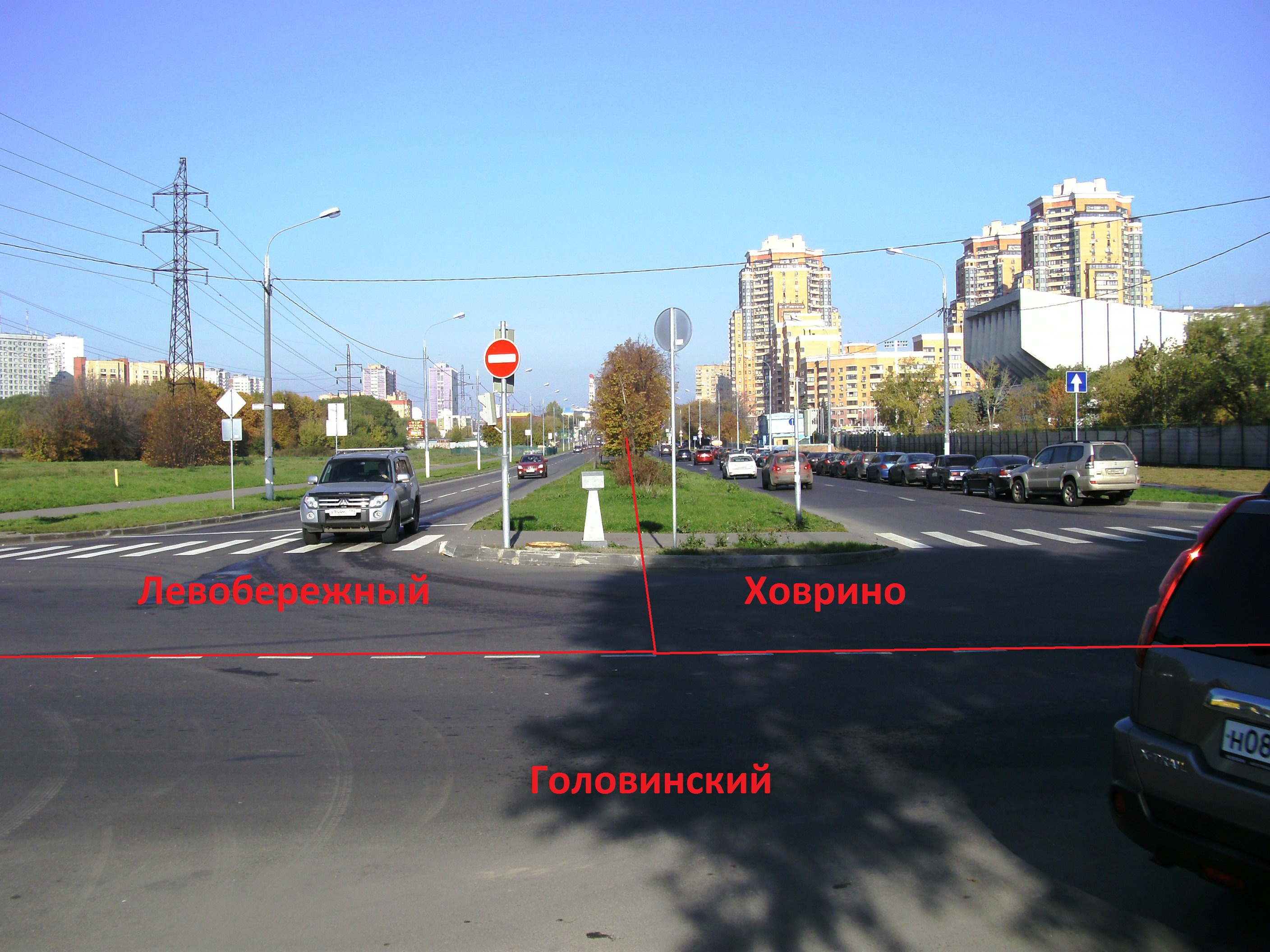
На юго-востоке район граничит с Головинским районом и районом Ховрино. Пересечение ул. Лавочкина (вверху) и Флотской ул. (внизу)

Границы района проходят с запада — по осевой линии Химкинского водохранилища и Бутаковского залива, с севера по внешней границе землеотвода МКАД, включая транспортные развязки, с востока по улицам Левобережной, Беломорской, Смольной, Фестивальной, Лавочкина, с юга по Флотской улице, Ленинградскому шоссе. Основная магистраль района — Ленинградское шоссе.
На территории района располагаются Северный речной вокзал и Северный речной порт.

## История
В районе кинотеатра «Нева» располагалась сеть небольших болот, откуда вытекала речка Норишка. От речки до начала XXI века долгое время оставался полузасыпанный пруд около церкви на Фестивальной улице. Русло Норишки проходило мимо нынешнего дворца спорта «Динамо» к Кронштадтскому бульвару. Норишка сейчас заключена в трубу и выходит на поверхность севернее Головинских прудов, где впадает в канал, связывающий Химкинское водохранилище и речку Лихоборку. Канал был построен в 1940-е годы, во время строительства канала имени Москвы для обводнения р. Лихоборки.
На современной территории района располагались три населенных пункта — сёла Аксиньино, Космодемьянское и деревня Химки. Химки располагались вдоль Петербургского шоссе в районе завода «КиН». Космодемьянское находилось между Ленинградским шоссе, МКАД и Каналом имени Москвы. Село Аксиньино стояло на речке Норишка, в районе Хорового училища имени Свешникова, и со временем разрослось до ныне Ленинградского шоссе.
Деревня Аксиньино, которая числилась за князем Василием Петровичем Ахмашуковым-Черкасским, впервые упоминается в 1623 году. По писцевым книгам в ней числились «двор помещиков, дворовых людей три двора и два двора крестьянских». В 1629 году Аксиньино становится вотчиной. В 1642 году насчитывается 13 крестьянских дворов.
В 1651 году деревня была продана Г. Ф. Бутурлину. Он известен своей победой в 1662 году над крымско-татарским войском. При нём Аксиньино становится большим подмосковным имением с вотчинниковым двором. Было — 12 дворовых поваров и конюхов, с 16 крестьянскими и бобыльскими дворами, где проживало 82 человека. Первый план деревни был составлен в конце 1670-х годов. Из плана видно, что Норишка имела запруду. Двор вотчинников был на левом берегу пруда, деревня — на правом. Около Северного речного порта находилась небольшая, в пять дворов, деревня Выползово. После смерти Бутурлина в 1680 году Аксиньино перешло к его брату Ивану, который служил при дворе окольничим. Когда он был Астраханским воеводой, принимал участие в поимке С. Разина. В последние годы жизни он заведовал Ямским приказом и Приказом Большого дворца.
В 1692 году Аксиньино в качестве приданого за дочь Иван передал князю Михаилу Михайловичу Голицыну.
Во время войны с 1704 по 1710 годы в Аксиньине убыло 20 человек, 12 из них были взяты в солдаты, 8 умерли. Из 20 крестьянских дворов один двор запустел, в двух крестьяне стали нищими. В 1708 году в Аксиньине строится деревянная церковь во имя Знамения Пресвятой Богородицы.
После смерти Голицына в 1730 году Аксиньино перешло к его сыну Петру. В 1750 году по прошению его сестры княжны Натальи Михайловны Голицыной всё имение было разделено между ними. После смерти в 1760 году Петра оказалось, что его доля села была заложена Авдотье Львовне Толстой. К тому времени в селе было 14 дворов, 75 мужчин и 66 женщин. Н. М. Голицына делала попытки выкупить Аксиньино, но ей это не удалось.
Во время Отечественной войны 1812 года село было разграблено французами. Владелицей в это время была дочь Авдотьи, графиня Наталья Александровна Толстая.
Во время отмены крепостного права владелец имения, генерал от кавалерии, сенатор Алексей Петрович Толстой оставил за собой восточную часть имения, которая находилась за прудом и речкой Норишкой, со 138 десятинами земли. Крестьянам на 56 ревизских душевных наделах он передал 168 десятин пашни, покосов и выгона с кустарником, включая территорию, прилегавшую к Санкт-Петербургской дороге до речки Химка.
В это же время в селе появилась начальная школа, которая содержалась за счёт земских сборов с крестьян. В 1869 году в школе обучались 16 мальчиков и одна девочка, занятия вёл преподаватель духовного звания. Почти вдвое возросло число крестьянских дворов. Крестьяне имели побочные заработки: вязали, торговали молоком, работали на Михалковской суконной фабрике.
В 1884 году была построена каменная церковь Знамения, которая действует до настоящего времени. Церковь построена в традиционном русско-византийском стиле. Архитектор не известен. Роспись стен, орнамент и иконостас в 1899 году завершил московский мастер Я. Е. Епанешников. В это время владельцами усадьбы Аксиньино были потомственные почётные граждане Митрофан Дмитриевич Щеглов и Сергей Григорьевич Молошников. Новая церковь стала усыпальницей Петра Григорьевича Молошникова, брата Сергея. Он был владельцем бумагопрядильной фабрики в Балашихе. Похоронен он в пределе Петра и Павла.
В 1927 году в селе было 54 хозяйства и 345 человек. К северу от бывшей усадьбы, между современными Фестивальной и Петрозаводской улицами, в 1920-е годы начал застраиваться дачный посёлок Новоаксиньино. В 1930-е годы он влился в рабочий посёлок Новоховрино.
Знаменская церковь была единственной действующей во всей округе. После закрытия Казанского Головинского монастыря в церковь была перенесена из монастыря икона, образ Казанской Божией Матери. Она находится к северу от алтаря. Из церкви Сергия Радонежского в Бусинове была перенесена чудотворная икона Молченской Божией Матери, а из церкви святого Николая в Дегунине — праздничные облачения священников.
При строительстве порта и водохранилища у крестьян села была изъята значительная часть земли. На этих землях создано Химкинское водохранилище.

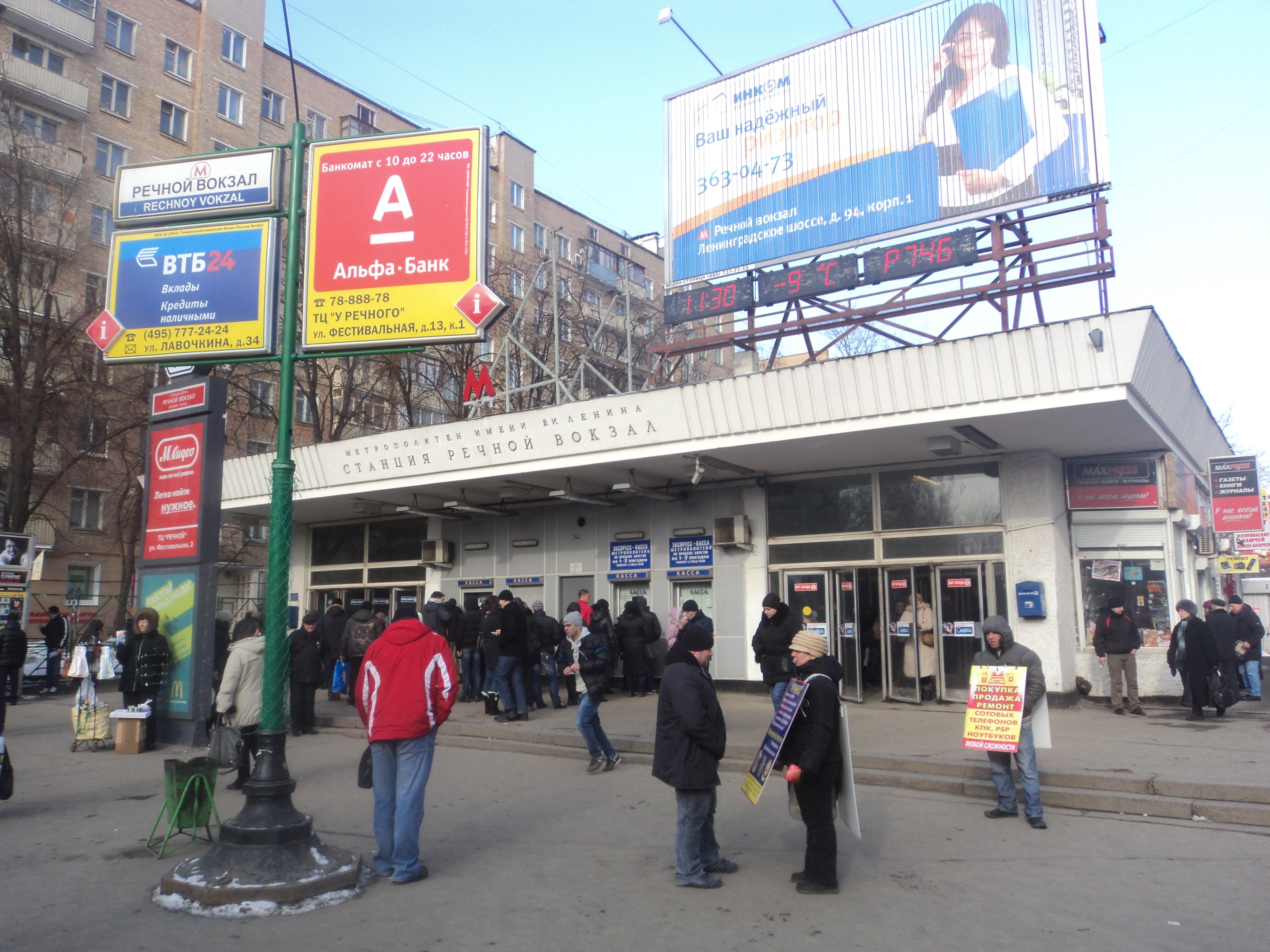
Станция метро «Речной вокзал»

## Население
| 2002    | 2010    | 2012    | 2013    | 2014    | 2015    | 2016    |
| ------- | ------- | ------- | ------- | ------- | ------- | ------- |
| 51 309  | ↗51 457 | ↗52 732 | ↗52 803 | ↗52 987 | ↗53 015 | ↗53 154 |
| 2017    | 2018    | 2019    | 2020    | 2021    | 2023    | 2024    |
| ↗53 314 | ↗53 951 | ↗54 596 | ↗54 712 | ↗55 941 | ↘55 355 | ↗55 420 |

### Национальный состав
По итогам переписи населения 2020 года проживали следующие национальности (национальности менее 0,1 % и другое, см. в сноске к строке «Другие»):
| Национальность | Численность, чел. | Доля     |
| -------------- | ----------------- | -------- |
| Русские        | 48 471            | 86,65 %  |
| Татары         | 312               | 0,56 %   |
| Украинцы       | 311               | 0,56 %   |
| Армяне         | 292               | 0,52 %   |
| Азербайджанцы  | 193               | 0,35 %   |
| Евреи          | 170               | 0,30 %   |
| Грузины        | 98                | 0,18 %   |
| Узбеки         | 80                | 0,14 %   |
| Таджики        | 80                | 0,14 %   |
| Белорусы       | 80                | 0,14 %   |
| Киргизы        | 70                | 0,13 %   |
| Казахи         | 67                | 0,12 %   |
| Другие         | 5717              | 10,21 %  |
| Итого          | 55 941            | 100,00 % |

## В составе Москвы
Аксиньино вошло в состав Москвы в 1960 году. 31 декабря 1964 года открылась станция метро «Речной вокзал», и село прекратило своё существование. О селе в настоящее время напоминают лишь краснокирпичное здание церкви Знамения и остатки пруда.
На территории села теперь находится городская застройка Фестивальной улицы и северная часть парка Дружбы.
Между улицами Смольной и Лавочкина расположена производственная зона: ювелирный завод, Центральный институт типового проектирования, таксопарк и другие.
В районе расположены:
- Киностудия «Центрнаучфильм» — в Валдайском проезде.
- Храм иконы «Знамение» Божией Матери в Аксиньине (1884 г.) и храм Св. Козьмы и Дамиана (1730 г.).
- Парк Дружбы, разбитый на месте бывших разработок Никольского кирпичного завода. В парке установлены две бронзовые композиции скульптора Мухиной «Хлеб» и «Плодородие», памятники Сервантесу и Р. Тагору.
- В Левобережном районе находится единственная в мире Академия хорового искусства.

## Предприятия
Инфраструктура района сложилась в 1970-е годы и представлена 46 предприятиями торговли, 25 — общественного питания; работают 4 общеобразовательных школы, Дом детства, интернат, 2 поликлиники, кинотеатр «Нева», цирк «Радуга», 2 библиотеки, музыкальная школа.
На территории, прилегающей к Химкинскому водохранилищу, помимо собственно речного порта и речного вокзала, располагаются:
- ОАО «Портхладокомбинат» (ныне не функционирует)
- ОАО «Оптовый соляной рынок Москвы»[20].
- Московский винно-коньячный завод КиН.

На полуострове, в охраняемой зоне водохранилища, расположен Центральный военный клинический госпиталь Министерства обороны РФ.

## Достопримечательности
На территории района располагаются Северный речной вокзал и Северный речной порт. Также здесь построен храм Новомучеников и исповедников Российских.

## Парки, скверы и прогулочные зоны

### Застройка Берёзовой аллеи
После открытия Северного Речного вокзала жители Левобережного высадили свыше 500 берёз, которые образовали сквер над Аксиньинским ручьём между современными улицами Фестивальная, Беломорская и кинотеатром «Нева». За десятилетия эта зона превратились в одно из излюбленных мест отдыха и получила неофициальное название Берёзовая Аллея. Ещё с 2000 года здесь планировалась комплексная застройка. По проекту «Института Генплана Москвы», утверждённому постановлением № 494 правительства столицы, на месте части Берёзовой Аллеи должны были быть возведены три многоэтажных жилых дома, детский сад и физкультурно-оздоровительный комплекс. Однако в 2017 году глава местной управы Виктор Ярцев сообщил жителям, что аллею сохранят и благоустроят, установив дополнительное освещение, лавочки, расширят детскую площадку.
28 сентября 2015 года принадлежавшая правительству Москвы компания «Центр-Инвест» получила от города право на строительство 360 тыс. м2 жилья, к 2018 году путём нескольких перепродаж она была фактически приватизирована. В том же 2018 году «Центр-Инвест» без торгов получила от первого зампредседателя Москомархитектуры разрешение на строительство восьми корпусов жк «Фестиваль Парк-2» высотой до 125 м. Помимо расчистки площадки для строительства, «Центр-Инвест» также планировал вырубить все деревья на Берёзовой Аллее ради подведения инженерных сетей к корпусам. При этом на момент выдачи разрешения компания не являлась правообладателем земли. На 2020 год её учредитель был зарегистрирован на Кипре, а юридические лица кипрского владельца — на Сейшельских и Маршалловых островах. Разрешение на строительство было выдано компании по подложным документам, с кадастровым номером от другого земельного участка, недостоверным инженерным изысканиям.
Местные жители активно выступали против застройки Берёзовой аллеи, многие восприняли вырубку деревьев как личную трагедию. Горожане объединились в инициативную группу, неоднократно пикетировали стройплощадку, собрали и передали в приёмную мэра подписи с требованием отменить застройку, запустили петицию на Change.org, направили свыше 350 обращений в прокуратуру и Департамент природопользования. Во время митингов против застройки полиция неоднократно задерживала активистов, многие получали штрафы за хулиганство и нарушения порядка проведения митингов. Только после массовых протестов и широкой общественной кампании против строительства, летом 2020 года МВД Дорогомило возбудило уголовное дело по ч. 5 ст. 327 на основании материалов, предоставленных прокуратурой Москвы: для легализации строительства были использованы подложные документы, а также приведены заведомо неверные кадастровые номера для договора аренды на землю. При этом начало разбирательств не послужило причиной для остановки работ, в день возбуждения уголовного дела в Берёзовой Аллее было спилено 307 деревьев.
16 октября 2020 года суд отказал в ограничительных мерах, из-за чего работы по строительству жк и вырубке деревьев могли продолжаться. Несмотря на многочисленные очевидные нарушения закона, которые связаны со строительством жк «Фестиваль-парк 2», суд отклонил иск прокуратуры, а в марте 2021 года отклонил и апелляционную жалобу. По состоянию на осень 2021 года, ведётся активное строительство, дома планируют сдать к 2025 году.

### Парк Северного речного вокзала

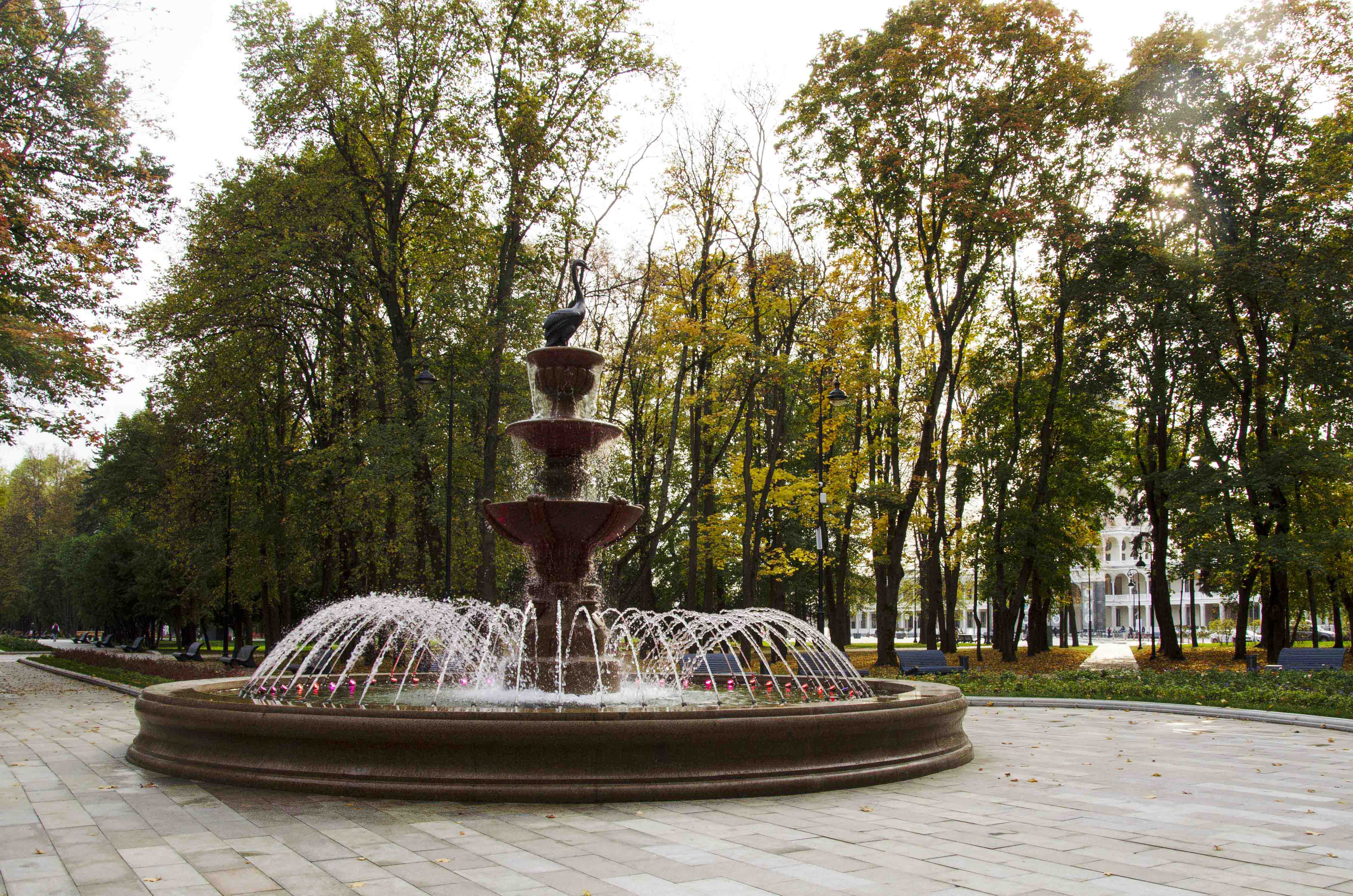
Парк Северного речного вокзала после реконструкции в 2020 году

Парк площадью около 30 гектаров был разбит вокруг Северного речного вокзала (Ленинградское ш., д. 51) в 1938 году, спустя год после его открытия. По задумке главного архитектора парка Алексея Рухлядева, вокзальный комплекс должен быть стать не только транзитом, но и интересной достопримечательностью для прибывающих сюда судов. Так, инженер Тимофей Шафранский спроектировал вокруг вокзала зону отдыха с прогулочными аллеями. На сегодняшний день в парке сохранилось две оригинальные скульптуры сталинских времен, — «Водный путь» (у главного входа в парк) и «Спорт» (в северной части парка).
В 2010 году Северный речной вокзал был закрыт из-за аварийного состояния, но парк продолжал работать. В 2017—2020 годах вокзальный ансамбль находился на масштабной реконструкции по программе «Мой район», открывшись для посетителей в сентябре 2020 года, ко Дню города. В парковой части по архивным фотографиям было восстановлено два фонтана и скульптуры «Водный путь» и «Спорт». Для детей разного возраста в парке обустроили семь игровых зон. Самая крупная площадка площадью около 900 квадратных метров построена по мотивам фильма «Волга-Волга» — в её центре установили игровой комплекс в виде парохода «Севрюга». На площадке также появилась песочная фабрика с конвейером или экскаватором и музыкальная зона с ксилофоном и аэрофоном. Ещё шесть детский площадок поменьше размером от 200 до 270 квадратных метров разместилось в южной части парка. В 1930-е годы в парке планировалось обустройство спортивной площадки, но идею так и не осуществили. После обновления в 2020 году в северной части зоны отдыха построили воркаут-площадку, площадки для игры в стритбол и настольный теннис. В южной части парка обустроили зоны для игры в традиционные шахматы и напольные шахматы, а также каток с хоккейной коробкой площадью более 1150 квадратных метров, где летом можно играть в футбол. В центральной части парка располагаются пространства для спокойного отдыха — беседки с шезлонгами, скамейки и столы для пикника под навесами. Перед главной площадью вокзала, на центральной аллее парка установили сухой светодинамический фонтан площадью более 110 квадратных метров.
На набережной вокзального ансамбля в рамках благоустройства был установлен искусственный ручей с подсветкой длиной 400 метров, представляющий собой копию канала имени Москвы с восемью латунными шлюзами («Дубна», «Темпы», «Яхрома», «Деденево», «Икша-1», «Икша-2», «Тушино-1» и «Тушино-2») и макетом Северного речного вокзала. Для имитации движения воды в ручье, его снабдили системой насосов. В южной части набережной в 2021 году открылась пляжная зона на три бассейна с подогревом, шезлонгами и павильоном с раздевалками и душевыми.

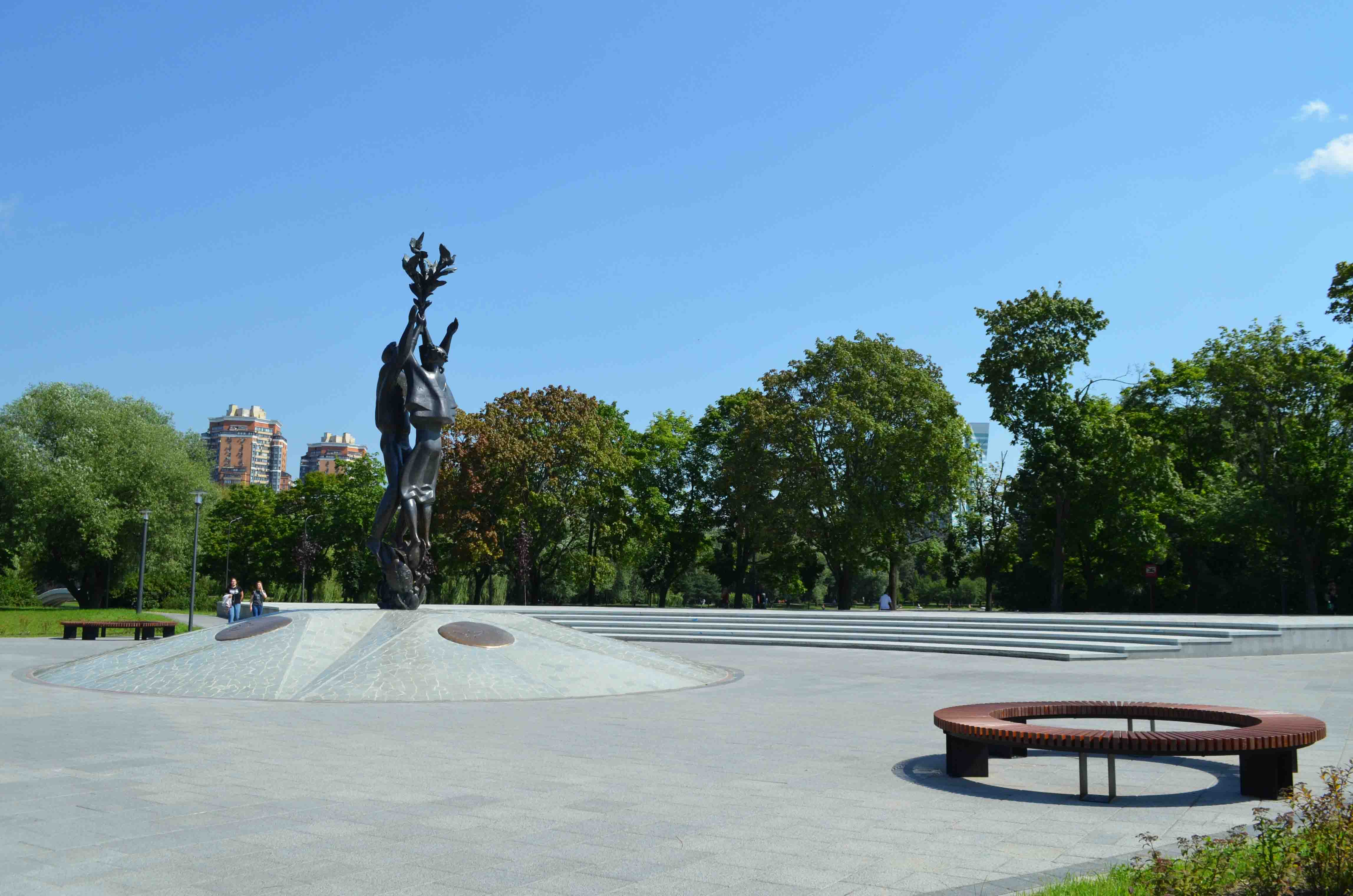
Парк Дружбы после реконструкции в 2019 году

### Парк Дружбы
Парк площадью 51 гектар располагается вокруг Фестивальных прудов по адресу: Флотская ул., д. 1а. Он был открыт в 1957 году ко всемирному фестивалю молодежи и студентов, который тогда проходил в Москве, и получил название в честь дружбы народов. Архитекторами парка выступили юные выпускники МАрхИ Валентин Иванов, Галина Ежова и Анатолий Савин. Для строительства парка также рассматривались территории около современной Профсоюзной улицы и Поклонная гора, но рельефный ландшафт затопленного кирпичного карьера у Химкинского водохранилища показался архитекторам более интересным местом для новой зоны отдыха. На церемонии открытия парка присутствовало более пяти тысяч гостей фестиваля и членов иностранных делегаций, которые посадили здесь вместе деревья в знак дружбы и сотрудничества. В 1985 году в парке была обустроена площадь с амфитеатром и памятником «Дружба континентов». Памятник изображает две фигуры — юноши и девушки, которые держат в руках ветви оливы и выпускают голубей — посланников мира. На постаменте памятника установлены медальоны с изображением голубков, каждый из которых символизирует пять континентов: Европу, Азию, Африку, Америку и Австралию. Медальоны расположены по кругу в форме цветка — пятилепестковой ромашки, которая была эмблемой фестиваля 1957 года. На западной территории парка, граничащей с Ленинградским шоссе, находятся аллеи с памятниками: скульптурами «Хлеб» и «Плодородие» по эскизам Веры Мухиной, памятником испанскому писателю Мигелю де Сервантесу, памятной стелой подвигу советского народа в Великой Отечественной войне (подарена Данией), монументом финского скульптора Антти Неувонена «Дети Мира», памятником венгеро-советской дружбе и другими монументами.
В 2019 году парк был комплексно благоустроен. Здесь реконструировали существующий амфитеатр на 160 мест, отреставрировали памятники «Хлеб» и «Плодородие», а также памятник Сервантесу. Для детей в парке открыты игровые зоны — крупнейшая разместилась между прудов у амфитеатра, вторая — поблизости от неё, а третья располагается в западной части парка, за зданием управы районов Левобережный, Головинский и Ховрино. Рядом с последней установлены круговые качели на 20 сидений для детей и взрослых. После обновления в парке появилось пять спортивных зон: площадка для игры в настольный теннис, две площадки для воркаута, многофункциональная площадка для игры в баскетбол и хоккей, а в части парка вдоль Фестивальной улицы для воспитанников спортивного комплекса «Речной» (Фестивальная ул., д. 4Б) была также построена отдельная спортивная площадка с большим футбольным полем (110 на 72,4 метров), полем для мини-футбола (44х24) и воркаут-зоной с турниками. На футбольных полях положили искусственное покрытие с подогревом и дренажной системой, были построены мачты освещения для игры вечером, установлены электронное табло, системы оповещения, сигнализации и видеонаблюдения. Для посетителей с собаками в парке располагаются три отдельные площадки для выгула с оборудованием для дрессировки.

### Парк «Левобережный»

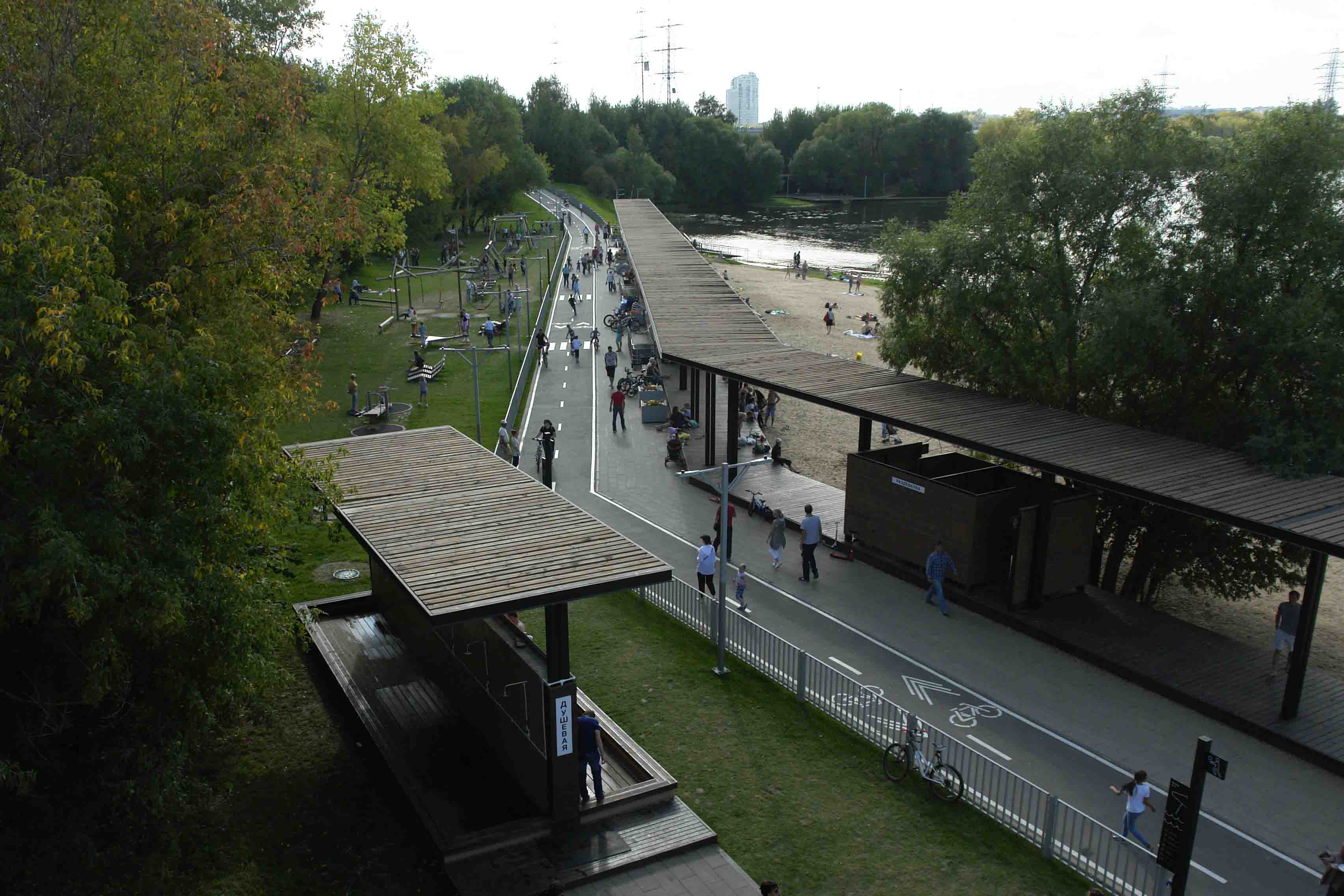
Парк «Левобережный»

Парк-курорт площадью около 23,2 гектаров располагается между Прибрежным проездом и Химкинским водохранилищем. Изначально эта территория была обычной зелёной зоной с песчаным пляжем у воды и не имела особой инфраструктуры. В 2015 году территории присвоили статус народного парка, обустроили здесь дорожки для прогулок и установили скамейки. В 2017—2018 годах у воды была обустроена курортная зона. Вдоль берега водоема уложен деревянный настил, где могут гулять и загорать отдыхающие, а также установлены раздевалки, душевые и перголы-навесы от солнца. Рядом с пляжем располагается трехэтажный павильон с летним кафе и зонами для загара, а также зона для тихого отдыха с пуфами. Для детей рядом с пляжем обустроена игровая площадка в экостиле, а для спортсменов — воркаут-площадка, столы для игры в настольный теннис, а также площадка для игры в пляжный футбол и три волейбольные площадки с песком площадью 2000 кв. метров. В зелёной зоне парка располагается скейт-парк «Союз» для начинающих и продвинутых райдеров, а вдоль аллей проходит велодорожка длиной 2,4 км.

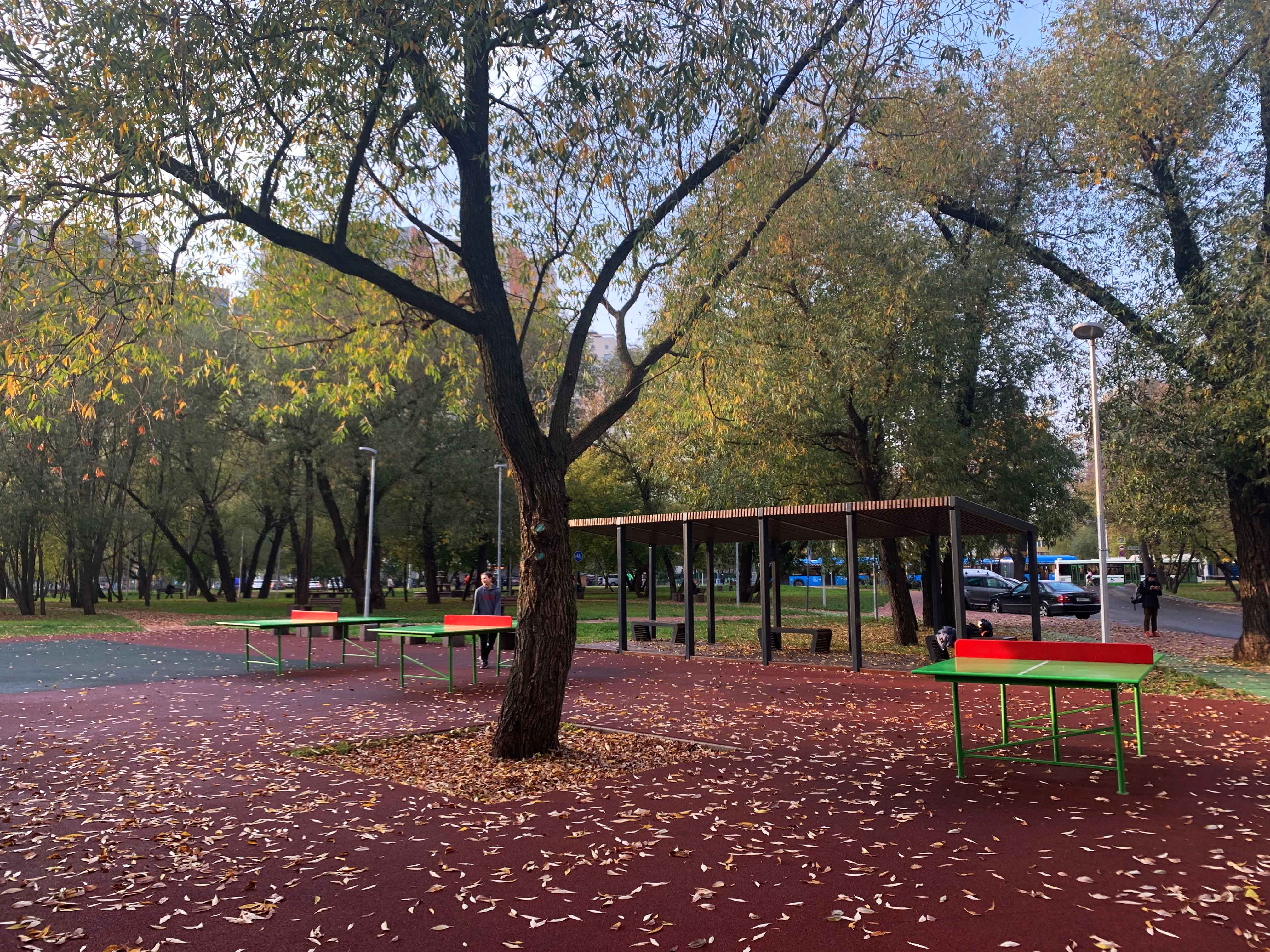
Сквер у академии хорового пения имени Попова

### Сквер у Академии хорового искусства имени В. С. Попова
Сквер располагается за домом 4 по Фестивальной улице, неподалёку от Академии хорового искусства имени В. С. Попова (Фестивальная ул., д. 2). Изначально это была обычная дворовая территория. В 2019 году здесь обустроили небольшую зону отдыха площадью чуть более гектара — обновили оборудование на детских площадках, установили воркауты, столы для настольного тенниса и построили каток с искусственным льдом и теплыми раздевалками. В сквере также были обновлены прогулочные дорожки, установлены новые скамейки и фонтан.

## Транспорт
На территории района располагаются две станции Замоскворецкой линии метрополитена — «Речной вокзал» и «Беломорская». Станция «Речной вокзал» была открыта в районе в 1964 году. Она имеет два выхода — выход 1 располагается на нечётной стороне Фестивальной улицы, а выход 2 — на чётной. Станция «Беломорская» была открыта в 2018 году. Оба выхода станции располагаются на чётной стороне Беломорской улицы.
В связи с открытием станции метро «Беломорская» была обустроена дополнительная остановка общественного транспорта «Метро „Беломорская“» для автобусов № 173, 199, 400, 851 и троллейбуса № 58. Остановочный пункт расположен у дома 26 по Беломорской улице, рядом со станцией метро.
В 2012 году на пересечении Ленинградского шоссе и МКАД после реконструкции была открыта развязка. В ходе работы были построены левоповоротная эстакада (1,8 км) из центра на внешнюю сторону МКАД и правоповоротная эстакада (0,3 км) из центра города на внешнюю сторону кольцевой дороги, а также обустроены подъезды к торговым центрам, находящимся неподалёку от развязки. По плану предполагалось, что реконструкция снизит поток транспорта в область, разгрузит Ленинградское шоссе и МКАД.
В 2020-е годы в Левобережном планируется строительство канатной дороги длиной 2,3 километра над Химкинским водохранилищем с конечными остановками — станциями метро «Речной вокзал» и «Сходненская». Дорога будет связывать Левобережный район САО с районами Северное и Южное Тушино СЗАО и поможет сократить время на дорогу между ними в пять раз по сравнению с использованием других видов общественного транспорта. Для пассажиров будут построены наземные переходные галереи от станций метро к канатной дороге.